# Петси Клајн
Вирџинија Патерсон Хенсли (енгл. Virginia Patterson Hensley; 8. септембар 1932 — 5. март 1963), познатија као Петси Клајн (енгл. Patsy Cline), била је америчка кантри певачица, а са неколико својих песама је направила успешан прелаз у поп музику.
Петси је почела да снима '50-их, да би, почетком '60-их година, прецизније, 1963, на врхунцу свoје популарности, страдала у авионској несрећи. То је зауставило њену каријеру, али су њене песме у САД и даље слушане, а она је једна од најпопуларнијих представника тзв. Нешвилског звука.